# Coronado (California)
Coronado es una ciudad en el condado de San Diego, California, Estados Unidos. La población fue de 24,100 en el censo del 2000. La ciudad algunas veces es llamada como The Tent City, o en español como la ciudad de las tiendas de campaña, que se refiere a que una vez situado junto al Hotel del Coronado había casas de campaña que servían a los miembros del hotel como casas. La ciudad es un destino popular para los sandieguinos, estadounidenses y otros turistas internacionales. La pequeña isla se enorgullece de tener una atmósfera recogida y un ambiente de alta categoría. El distrito es uno de los más caros para vivir en California, el condado de San Diego y la nación.

## Geografía
Coronado está localizado en las coordenadas 32°40′41″N 117°10′21″O / 32.67806, -117.17250 (32.678190, -117.172581).
Según el Censo de los Estados Unidos, la ciudad tiene un área total de 84,6 km² (32,7 mi²).  20,0 km² (7,7 mi²) de su tierra y 64,6 km² (24,9 mi²) de ella es agua (76,36%).
Coronado es una península conectada al continente por una franja de tierra de 16 km (10 mi) llamada Silver Strand (o, localmente, The Strand.) Los sandieguinos a menudo llaman a Coronado La Isla o la Isla del Coronado y llaman al centro de negocios La Villa. A la base militar la llaman North Island.
Originalmente Coronado estaba separada de North Island por un canal español llamado La Cuenca Marina. El desarrollo de North Island por la Armada de los Estados Unidos antes de la Segunda Guerra Mundial condujo a la ocupación de la cuenca marina, combinando las zonas de tierra en un solo cuerpo. La Armada sigue operando la Estación Aérea Naval de North Island (NASNI) en Coronado. North Island es también conocida por ser el área de entrenamiento de los SEALs de la Armada.
En 1969, el Puente del Coronado fue inaugurado, permitiendo un tránsito vehicular más rápido entre las ciudades que los ferries en la bahía o conduciendo por la Ruta Estatal 75 a lo largo de la Franja Silver. Actualmente la ciudad está planeando la construcción de opciones adicionales en la Autopista 75 para aliviar la congestión que genera el tráfico hacia y desde San Diego y North Island.

## Clima
El clima de Coronado es mediterráneo seco. Los inviernos son suaves y húmedos, y los veranos cálidos y secos.
El mes más fresco es enero, con una temperatura media de 13 °C, mínimas que rondan los 7 °C y raras ocasiones descienden de 0 °C, y máximas que rondan los 18 °C. Las lluvias son comunes por los frentes y las tormentas que ingresan desde el Océano Pacífico, febrero igual de lluvioso que enero, las temperaturas se mantienen sin mucho cambio y los días nublados y con neblina son comunes, marzo es en promedio el mes más lluvioso, las temperaturas se mantienen similares a los meses anteriores, sin grandes cambios. Abril es el final del invierno y el mes donde los vientos de Santa Ana se vuelven más comunes, pueden darse olas de calor de hasta 33 °C, sin embargo por lo regular los días son frescos y las noches aún frías. Los meses más calurosos son agosto y septiembre, con temperaturas promedios de 22 °C. 
heladas son raras en la ciudad, y las temperaturas se mantienen templadas durante todo el año, exceptuando las ocasiones en que los vientos de Santa Ana traen aire caliente del continente y elevan la temperatura por encima de los 30 °C. Las precipitaciones son escasas e irregulares (apenas 270 mm al año), se registran durante el invierno.
| Parámetros climáticos promedio de Coronado | Parámetros climáticos promedio de Coronado | Parámetros climáticos promedio de Coronado | Parámetros climáticos promedio de Coronado | Parámetros climáticos promedio de Coronado | Parámetros climáticos promedio de Coronado | Parámetros climáticos promedio de Coronado | Parámetros climáticos promedio de Coronado | Parámetros climáticos promedio de Coronado | Parámetros climáticos promedio de Coronado | Parámetros climáticos promedio de Coronado | Parámetros climáticos promedio de Coronado | Parámetros climáticos promedio de Coronado | Parámetros climáticos promedio de Coronado |
| Mes                                        | Ene.                                       | Feb.                                       | Mar.                                       | Abr.                                       | May.                                       | Jun.                                       | Jul.                                       | Ago.                                       | Sep.                                       | Oct.                                       | Nov.                                       | Dic.                                       | Anual                                      |
| ------------------------------------------ | ------------------------------------------ | ------------------------------------------ | ------------------------------------------ | ------------------------------------------ | ------------------------------------------ | ------------------------------------------ | ------------------------------------------ | ------------------------------------------ | ------------------------------------------ | ------------------------------------------ | ------------------------------------------ | ------------------------------------------ | ------------------------------------------ |
| Temp. máx. abs. (°C)                       | 31                                         | 32                                         | 37                                         | 37                                         | 37                                         | 38                                         | 38                                         | 37                                         | 44                                         | 42                                         | 38                                         | 31                                         | 44                                         |
| Temp. máx. media (°C)                      | 18.8                                       | 19.1                                       | 19.1                                       | 20.4                                       | 20.7                                       | 22.3                                       | 24.3                                       | 25.3                                       | 25.0                                       | 23.3                                       | 21.1                                       | 19.1                                       | 21.5                                       |
| Temp. mín. media (°C)                      | 9.8                                        | 10.8                                       | 12.0                                       | 13.6                                       | 15.4                                       | 17.0                                       | 18.8                                       | 19.7                                       | 18.9                                       | 16.2                                       | 12.0                                       | 9.4                                        | 14.4                                       |
| Temp. mín. abs. (°C)                       | -4                                         | 1                                          | 2                                          | 4                                          | 7                                          | 10                                         | 12                                         | 12                                         | 10                                         | 6                                          | 2                                          | 0                                          | -4                                         |
| Precipitación total (mm)                   | 57.9                                       | 51.8                                       | 57.4                                       | 19.1                                       | 5.1                                        | 2.3                                        | 0.8                                        | 2.3                                        | 5.3                                        | 11.2                                       | 27.2                                       | 33.3                                       | 273.7                                      |
| Días de precipitaciones (≥ 1 mm)           | 7.2                                        | 6.6                                        | 7.2                                        | 4.1                                        | 2.0                                        | 1.1                                        | 0.6                                        | 0.6                                        | 1.5                                        | 2.8                                        | 4.0                                        | 5.2                                        | 42.9                                       |
| Fuente: NOOA 19 de marzo de 2013           |                                            |                                            |                                            |                                            |                                            |                                            |                                            |                                            |                                            |                                            |                                            |                                            |                                            |

## Demografía
En el censo del año 2000, había 24.100 personas, 7.734 hogares, y 4.934 familias viviendo en la ciudad.  La densidad poblacional fue de 1.205,3/km² (3.121,9/mi²).  La ciudad contaba con 9.494 unidades de casa en una densidad promedio de 474,8/km² (1.229,8/mi²).  La demografía de la ciudad fue del 84,40% blanca, 5,15% afroamericanos, 0,66% amerindios, 3,72% asiáticos, 0,30% isleños del pacífico, 3,14% de otras razas, y 2,63% de dos o más razas. Los hispanos o latinos de cualquier raza fueron el 9,83% de la población.

En la ciudad la población estaba dividida entre el 16,0% menos de 18, el 20,2% desde 18 a los 24, 29,3% desde los 25 a los 44, 18,7% desde los 45 a 64, y 15,8% tenían más de 65 años de edad.  La edad promedio de Coronado fue de 34 años. Por cada 100 mujeres había 139,8 hombres.  Por cada 100 de 18 o más años, había 149,1 hombres.
El 48,2% de aquellas personas con 25 o más años tenían una licenciatura o superior. Los ingresos de un hogar en la ciudad eran de 66.544 dólares, y la renta media para una familia era de 82.959. Los hombres tienen una renta media de 30.041 dólares por 33.828 para las mujeres. El ingreso per cápita para la ciudad era de 34.656 dólares. El 5,0% de la población y el 3,1% de las familias estaban por debajo de la línea de pobreza. Del total de la población, 5,0% de los menores o menos de 18 años y el 1,9% de las personas mayores de 65 años viven por debajo del umbral de la pobreza.
Los inmuebles en la ciudad de Coronado son muy caros. Una casa pequeña y modesta de dos dormitorios en la ciudad puede costar fácilmente más de 1.000.000 de dólares. Según un reciente estudio por códigos postales publicado en el San Diego Union Tribune en agosto de 2006, el costo promedio para una casa familiar dentro del área de código postal 92118 fue de 1.605.000. Esto hace que sea la tercera ciudad más cara para vivir en el Condado de San Diego y una de las más caras en el país, ya que posee un puesto en el Top 20 de las ciudades más caras en los Estados Unidos.

## Hotel del Coronado

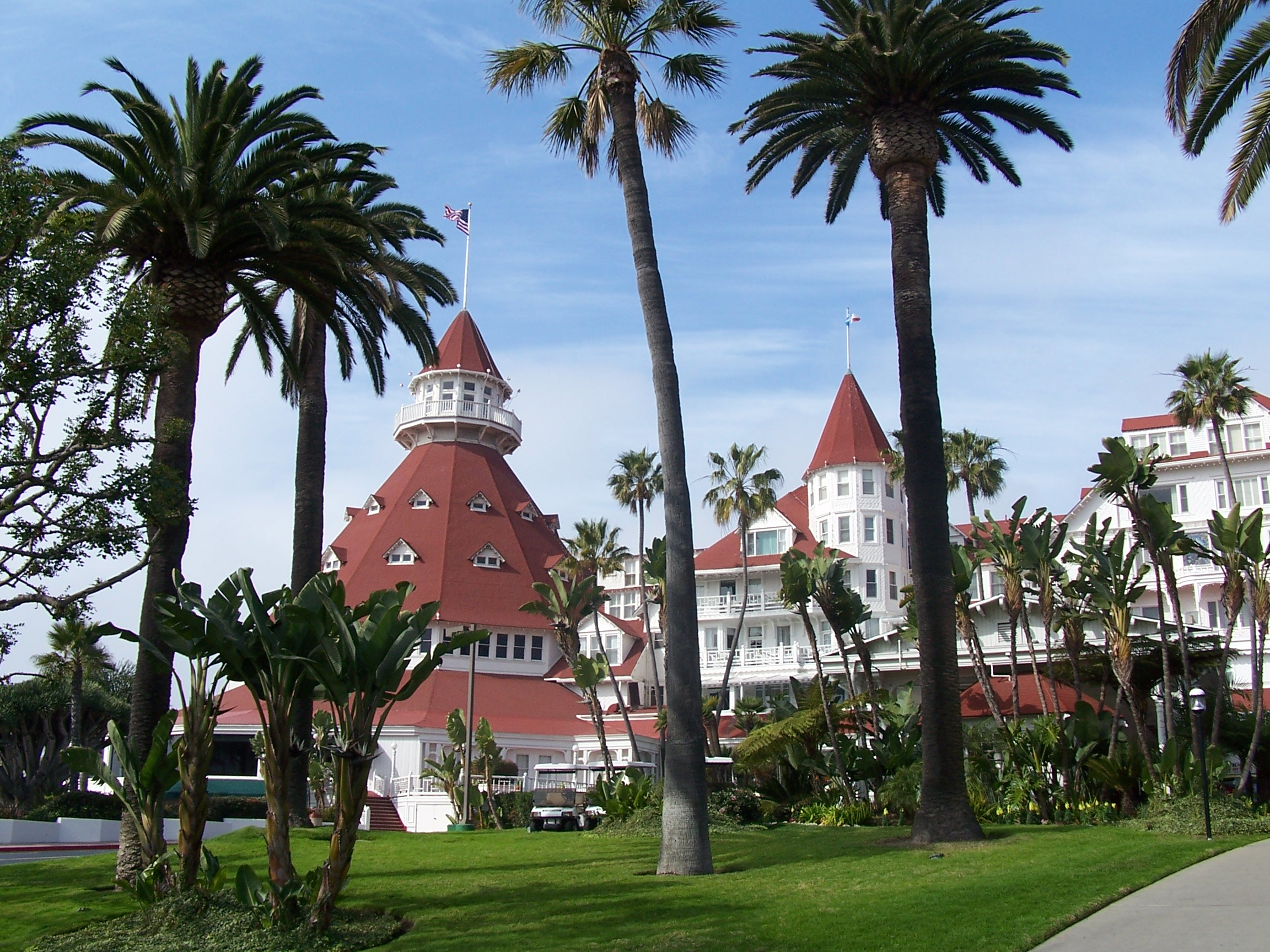
Vista frontal del Hotel del Coronado.

En Coronado se encuentra el famoso Hotel del Coronado, construido en 1888 y es considerado como uno de los resorts más exclusivos del mundo. Está catalogado como un Monumento Histórico Nacional y ha aparecido en películas como Some Like It Hot y The Stunt Man, y fue el lugar de la canción  Stolen de Dashboard Confessional . El hotel histórico ha tenido a muchos héroes estadounidenses que lo han visitado, como Charles Lindbergh, Thomas Edison, y figuras deportivas legendarias como Babe Ruth, Jack Dempsey, Willie Mays, Magic Johnson y Muhammad Ali. Muchos de los presidentes también lo han visitado, como por ejemplo William Howard Taft, Franklin Roosevelt, Johnson, Nixon, Ford, Carter, Reagan, George H.W. Bush y Clinton y la primera dama Laura Bush. Las actrices Mary Pickford y Marilyn Monroe también se alojaron en el hotel.
"El Del" ha aparecido en numerosas obras de cultura popular y se dice que inspiró la Ciudad Esmeralda de El Mago de Oz. Se rumorea que la calle principal de la ciudad, Orange Avenue, inspiró a Baum para el camino de baldosas amarillas. Otras fuentes afirman que Oz se inspiró en la "Ciudad Blanca" de la Feria Mundial de Chicago de 1893.  El autor L. Frank Baum habría podido ver el hotel desde su porche con vistas al Star Park. Baum diseñó las lámparas de araña de corona del comedor del hotel.[70]
El Hotel Del Coronado, que en su día fue propiedad local, ahora pertenece al grupo financiero Blackstone (60 %), a Strategic Hotels & Resorts Inc. (34,5 %) y a KSL Resorts (5,5 %). Cuando Strategic Hotels & Resorts Inc. adquirió su participación en 2006, el hotel estaba valorado en 745 millones de dólares; en 2011, su valor era de aproximadamente 590 millones de dólares. 

## Escuelas
El Distrito Unificado de Coronado incluye a las escuelas Coronado Middle School (CMS), Coronado High School, Silver Strand Elementary y Village Elementary. Entre las escuelas privadas se encuentran Sacred Heart Parish School y Christ Church Day School.